# Раймон I (виконт Тюренна)
Раймон I (фр. Raymond Ier de Turenne; ок. 1080 — ок. 1137) — 7-й виконт Тюренна.
Сын виконта Тюренна Бозона (ум. 1091) и его второй жены Герберги (ум. 1103). В 1091 г. наследовал отцу.
С 1096 г. участвовал в Первом крестовом походе в составе отряда Раймонда IV Тулузского. Вернулся из Святой Земли в 1103 г.
В пасхальный день 1135 года участвовал в собрании баронов Нижнего Лимузена в Ла Санвата. После этого в прижизненных документах не упоминается.
Жена — Матильда дю Перш (ум. 27 мая 1143), дочь графа Жоффруа II дю Перш. Дети:
- Бозон II (1122—1143), 8-й виконт Тюренна
- Магна, жена Эмери III де Гурдона
- Маргарита, мужья: Адемар IV Лиможский, Эбль де Вантадур, граф Ангулема Гильом VI Тайлефер.